# The Butterfly Room - La stanza delle farfalle
The Butterfly Room - La stanza delle farfalle (The Butterfly Room) è un film del 2012 diretto da Gionata Zarantonello, tratto dal romanzo del regista stesso Alice dalle 4 alle 5.

## Trama
Ann è una signora elegante e solitaria, ossessionata dalla sua collezione di farfalle. La donna stringe un'insolita amicizia con Alice, una bambina dal singolare fascino acerbo con la quale instaura una distorta relazione madre-figlia. Dopo una serie di eventi, Ann scopre di non essere l'unica a ricevere le attenzioni dalla bambina, figlia di una prostituta mutilata di nome Monika che la offre ad altre donne come "figlia a noleggio" in cambio di denaro, e ciò scatena nella donna un'improvvisa spirale di follia che la porta a commettere una serie di omicidi per preservare la sua apparente docilità e insospettabilità.
L'unica ad accorgersi che c'è qualcosa che non va in Ann è Julie, la figlia di nove anni della vicina di casa Claudia, una giovane madre single sconsiderata e negligente, che le affida la bambina per trascorrere un weekend romantico con il proprio capo, suo amante, dal quale aspetta un bambino. Julie in principio non fa caso ai comportamenti strani della donna, ma quando si accinge a esplorare la stanza delle farfalle, uno studio che la donna custodisce gelosamente, nota una bambina all'interno.
Nessuno crede a ciò che Julie ha visto, tranne Dorothy, l'inquieta figlia adulta di Ann, che si rende conto con orrore che il destino della bambina è nelle sue mani. Dorothy rivela a Claudia che quando era una ragazzina sua madre cercò di annegarla nella vasca da bagno perché aveva avuto le sue prime mestruazioni e che fu salvata soltanto dall'intervento tempestivo del padre, pertanto raccomanda a Claudia di tenere Julie lontana da Ann e di chiamarla subito nel caso dovesse avere nuovamente a che fare con lei.
Scossa, Claudia ha una discussione con Ann, che in un impeto d'ira la uccide. Intanto Julie, preoccupata, raggiunge la madre nell'appartamento di Ann e s'imbatte nella stanza delle farfalle nella quale, dopo aver rimosso alcune foto dall'intercapedine di una parete, scopre il corpo di Alice imbalsamato e inchiodato in una teca come una delle farfalle di Ann. La donna scopre la bambina e cerca di catturarla, Julie scappa nel suo appartamento e urtando accidentalmente il telefono attiva il registro delle chiamate contattando Dorothy, la quale sente le urla della bambina e si precipita presso la sua abitazione, dove per salvare Julie investe e uccide Ann.
Poco tempo dopo Dorothy adotta Julie e insieme al marito e al figlio le prepara una festa di compleanno a sorpresa. Durante la festa Dorothy inizia ad aggiustare ossessivamente i capelli del figlio: un presagio di disturbi psichici, gli stessi della madre.

## Produzione
Durante un'intervista concessa a Dead Center, il regista ha dichiarato che l'ispirazione per l'opera nasce dalla volontà di rappresentare una killer che fosse psicopatica e dotata di tratti peculiari ma anche ricca di caratteristiche tipiche di qualsiasi madre e, per questo, che risultasse un personaggio "universale". Il regista afferma dunque che l'idea di far pronunciare al personaggio di Ann la frase "eri molto più carina quando eri più piccola" e di renderlo il suo mantra serviva appunto a tale scopo, tant'è che anche altre madri che appaiono nel film pronunciano questa frase. Tale idea nasce dalla volontà di mostrare come la maternità non sia sempre qualcosa di dolce e positivo come siamo abituati ad immaginarla.

## Distribuzione
Nel corso del 2012 il film è stato proiettato in diversi festival internazionali. Nelle sale italiane è uscito il 6 giugno 2013.

## Accoglienza
Il film ha ricevuto critiche generalmente miste e incassato 1.081 dollari in tutto il mondo.

## Premi
Il film ha vinto il premio Denis-de-Rougemont Youth Award durante l'evento svizzero Neuchâtel International Fantastic Film Festival 2012.